# Crenella divaricata
Crenella divaricata is een tweekleppigensoort uit de familie van de Mytilidae. De wetenschappelijke naam van de soort werd in 1853 voor het eerst geldig gepubliceerd door Alcide d'Orbigny.